# Guo Boxiong
Guo Boxiong är en kinesisk kommunistisk politiker och general. Åren 2002-12 var han verkställande vice ordförande i Centrala militärkommissionen och ledamot i Politbyrån i Kinas kommunistiska parti.
Guo gick med i Folkets befrielsearmé 1961 och i Kinas kommunistiska parti 1963.
I juli 2015 uteslöts Guo från kommunistpartiet, på grund av anklagelser för korruption. Eftersom Guo stod den tidigare partichefen Jiang Zemin nära, ledde uteslutningen till stor uppmärksamhet och gav upphov till spekulationer om maktkamp i Kina. 2016 dömdes han till livstids fängelse.